# Jacques de La Palice
Jacques de La Palice, teljes nevén II. Jacques de Chabannes de La Palice (vagy de La Palisse), (La Palice, Auvergne, Bourbonnais Hercegség (ma: Lapalisse, Allier megye), 1470 – Pavia, Milánói Hercegség, 1525. február 24.), francia főnemes, katona, La Palice, Pacy, Chauverothe, Bort-le-Comte és Héron ura, 1515-től Franciaország marsallja. Katonaként, majd hadvezérként harcolt három francia király (VIII. Károly, XII. Lajos és I. Ferenc) szolgálatában, részt vett az e korban zajló összes itáliai háborúban, valamint a Francia Királyság további háborúiban Bretagne, Navarra és Gascogne csataterein. A „négyéves háborúban”, a spanyolok ellen vívott páviai csatában esett el.

## Élete

### Származása, gyermekkora, pályakezdése
Az auvergne-i La Palice kstélyban született (ma: Lapalisse). Apja Geoffroy de Chabannes, anyja Charlotte de Prie volt. Apai nagyapja (I.) Jacques de Chabannes de La Palice marsall volt, Charlus, Curton, Madic, Montaigu-le-Blin, Rochefort és Châtel-Perron ura, királyi tanácsos és kamarás, aki a százéves háborúban Jeanne d’Arc oldalán harcolt, és 1453-ban Aquitániában, Castillon ostrománál esett el. A harcos katonaősökkel büszkélkedő La Palice család címereben hermelin-mintás ezüst oroszlán látható, fején arany koronával. A család jelmondata: „NVLLI CEDO” azaz „semmit sem engedek át”..
Az ifjú Jacques 15 évesen lépett a vele egykorú VIII. Károly francia király szolgálatába, mint a király hívének fia (enfant d’honneur). A királyi hadsereg tagja lett. 18 éves korára már több csatát megjárt. A francia királyi bandérium soraiban, II. Louis de La Trémoille parancsnoksága alatt harcolt 1488. július 28-án, a Saint-Aubin-du-Cormier-i csatában, ahol VIII. Károly csapatai döntő vereséget mértek II. Ferenc breton hercegre. A bretonok fölött aratott királyi győzelem a Valois Anna francia régensnő (1461–1522) ellen indított „bolond háború” (guerre folle, 1485–1488) végét is jelentette.

### Első házassága
1492 januárjában feleségül vette Jeanne de Montberon bárókisasszonyt, Eustache de Montberon kamarásnak, Aulnay vikomtjának, Montbron urának, Matha bárójának és Marguerite d’Estuer-Saint-Maigrin-nek leányát. A házasság gyermektelen maradt.

### VIII. Károly király szolgálatában
1494-ben VIII. Károly hadjáratot indított Itáliába, a Nápolyi Királyság trónjának megszerzésére. A királyi hadsereg tagjaként Jacques de La Palice részt vett a hadjáratban és az ebből kialakuló első itáliai háborúban (1494–98). Harcolt a piemonti Astinál, Valenzánál, Tortonánál és Alessandriánál. Októberben a Milánói Hercegségben állomásozott. (Milánó hercege, Ludovico Sforza ekkor még a francia király szövetségese volt). 1495 februárjában harcolt Nápoly sikeres ostromában. 1495 márciusában megalakult a francia-ellenes Velencei Szent Liga, ez Nápoly feladására késztette Károlyt. A visszavonuló francia hadsereg 1495. július 6-án Parma mellett megütközött az ellene felvonult velencei, milánói és mantovai csapatokkal. A fornovói csatában a 25 éves Jacques de La Palice kiemelkedő vitézséggel harcolt. A Liga csapatai nem tudták megállítani a francia hadsereg visszavonulását Asti felé.

### XII. Lajos király főtisztje
1498-ban VIII. Károly király meghalt, utódja, XII. Lajos francia király 1499-ben a Milánói Hercegség meghódítására indult, amelyre Visconti-felmenői jogán formált igényt. Jacques de La Palice a királlyal tartott ebben a hadjáratban is, részt vett Milánó 1499 októberi elfoglalásában. Parancsnoka, La Trémoille 1500 áprilisában megostromolta Novarát és elfogta Ludovico Sforzát, Milánó hercegét, aki 1495-ben a Ligával szövetkezve XII. Lajos elődje, VIII. Károly ellen harcolt.
Az 1500-ban megkötött spanyol–francia titkos szerződésben a két király felosztotta egymás között a Nápolyi Királyság területét. 1501-ben La Palice több várost elfoglalt Abruzzo és Puglia tartományokban. 1502-ben Lajos kinevezte őt Abruzzo alkirályává. A két megszálló hatalom között azonban háború robbant ki, 1503-ban La Palice Ruvo di Puglia város védelmét irányította a spanyol ostromlók ellen. A ruvói csatában megsebesült, és Gonzalo de Córdoba spanyol tábornoknak, a „Nagy Kapitánynak” fogságába esett. 1504-ben váltságdíj fejében szabadult, ugyanebben az évben meghalt a felesége, Jeanne de Montberon.
Fogságából szabadulva La Palice tábornok visszatért XII. Lajos szolgálatába. 1507-ben a francia királyi bandérium előhadait vezette Genova ostromára. A harcokban súlyosan megsebesült. A cambrai-i liga első háborújában (1508–10) a Velencei Köztársaság ellen harcolt. 1509-ben részt vett a lombardiai Treviglio ostromában, harcolt az agnadellói csatában (május 14.). Az itt elért francia győzelem XII. Lajos kezére adta egész Lombardiát. A király La Palice-t nevezte ki a lombardiai francia csapatok parancsnokává.
1509-ben La Palice I. Miksa császár csapatainak megsegítésére indult, megostromolta Padovát, de eredménytelenül. 1511-ben, amikor II. Gyula pápa átmenetileg konfliktusba került a spanyolokkal, XII. Lajos király La Palice-t nevezte ki az Itáliában állomásozó összes francia haderő parancsnokává, az 1510 februárjában elhunyt Charles d’Amboise de Chaumont marsall helyére. Egyben Franciaország főudvarnagyává (grand maître de France) emelte.
1511-ben a pápa átállt Velence oldalára, és francia-ellenes szövetség szervezésébe fogott. 1511 júniusában a király ifjú unokaöccsét, a 22 éves Gaston de Foix-Nemours herceget küldte Itáliába, őt nevezte ki az itáliai francia hadak fővezérévé, La Palice tábornokot is Gaston de Foix alárendeltségébe helyezte. Gaston parancsnoksága alatt La Palice 1512 januárjában felmentette a spanyolok által ostromlott Bolognát, majd csapataival részt vett az 1512. április 11-én vívott ravennai csatában, amely a Liga csapatainak vereségével zárult, de Gaston de Foix fővezér elesett a harcban. Ismét La Palice lett az itáliai francia csapatok fővezére. Ellentétben a dinamikus offenzívákat szervező Gaston de Foix-val, La Palice nem aknázta ki a győzelmet, nem üldözte a megvert spanyol csapatokat, hosszan időzött az elfoglalt Ravennában, csapatai módszeresen kirabolták és feldúlták a várost. Közben a Liga csapatai újjászervezték erőiket, és kiszorították a franciákat egész Lombardiából. A Habsburg szolgálatban álló svájci zsoldosok Milánóban helyreállították a Sforzák uralmát, Ludovico fiát, Massimiano herceget saját bábjukként helyezték a trónra.
1512 őszén La Palice-t a király a Pireneusokba küldte, hogy nyújtson segítséget III. János navarrai királynak (Jean d’Albret)-nak, akinek királyságát spanyol invázió fenyegette, amelyet Fadrique Álvarez de Toledo, Alba 2. hercege vezetett (a később hírhedtté vált Fernando Álvarez de Toledónak, Alba 3. hercegének nagyapja). La Palice hadseregét azonban idő előtt visszarendelték, és Thérouanne-ba vezényelték, amely az 1482-es arrasi békeszerződés óta a Francia Királyság egyetlen hűbérese volt az Artois-i Grófságban. Thérouanne-t VIII. Henrik angol király támadta meg, szövetségben I. Miksa német-római császárral. 1513. augusztus 6-án került sor a guinegatte-i csatára, ahol Henrik és Miksa erői szétverték XII. Lajos hadseregét. La Palice marsall megsebesült és fogságba esett, az angolok bevették Thérouanne-t. Délen Alba hercege elűzte trónjáról III. János navarrai királyt, a Navarrai Királyság déli, Pireneusokon túli területeit Spanyolország bekebelezte. Az 1513. szeptember 14-én megkötött dijoni békeszerződés kimondta Franciaország vereségét, XII. Lajosnak el kellett ismernie Dél-Navarra Spanyolországhoz tartozását, és le kellett mondania itáliai expanziós terveiről.

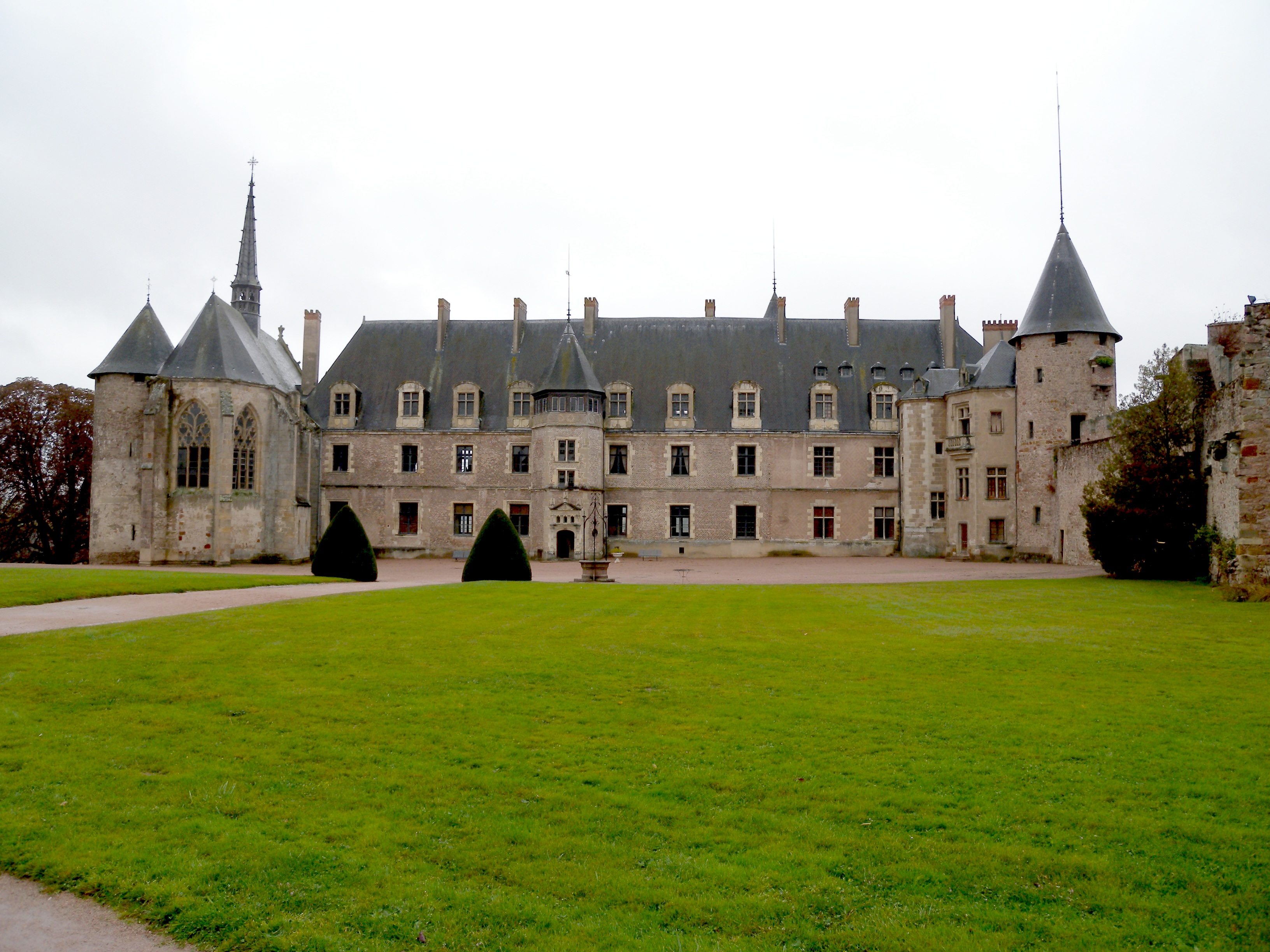
La Palice kastély, Lapalisse, Allier megye

### Második házassága
Röviddel a dijoni békeszerződés megkötése után La Palice marsall kiszabadult, és hazatért birtokára, a La Palice kastélyba. 1514. február 20-án másodszor is megnősült. Marie de Melun-t, Montmirail és Montricourt kisasszonyát, III. Jean de Melun-nek (1460–1504), Épinoy és Antoing urának, és Isabelle de Luxembourg grófnőnek, Richebourg örökösnőjének leányát vette feleségül. Ebből a házasságból 5 gyermek született, egy fiú, Charles de Chabannes de La Palice (†1551) és 4 leány.

### I. Ferenc király hadvezére
1515. január 1-jén XII. Lajos király elhunyt, örökébe unokafivére, I. Ferenc lépett. La Palice-t leváltotta főudvarmesteri méltóságából, helyére saját rokonát, Artus Gouffier de Boissy-t nevezte ki főudvarnagyává (grand maître de la France-á). Kárpótlásul La Palice-t január 7-i hatállyal Franciaország marsalljává nevezte ki.
Saját Visconti-ősei jogán I. Ferenc is igényt formált a Milánói Hercegségre, a háború ismét kiújult. A francia hadsereg utászai 1515 júliusában utat törtek a Délnyugati-Alpokon keresztül. La Palice a járhatóvá tett Larche-hágón (olaszul: Colle della Maddalena) át tört be Piemont-ba, megkerülve az olasz és svájci csapatokat. A marsall által vezetett előőrs d'Aubigny marsall részvételével a hágó előterében meglepetésszerűen elfoglalta Villafranca Piemonte (Villefranche) városát, és foglyul ejtette az ott tartózkodó Prospero Colonna tábornokot, a pápai hadak vezérét. A fősereggel érkező I. Ferenc király La Palice tanácsait követve bevonult a Milánói Hercegségbe. Velencei szövetségeseinek segítségével szeptember 14-én a véres marignanói csatában megsemmisítette a svájci zsoldos haderőt.  1515 szeptemberében Massimiliano Sforza herceg évjáradék fejében lemondott és Franciaországba távozott. A győzelmes háborút 1516 augusztusában a noyoni békeszerződés zárta le.
1520 júniusában La Palice Calais-ban részt vett a VIII. Henrik angol király és V. Károly császár között folyó béketárgyalásokon. (Fényűző külsőségei miatt az eseményt „aranykárpitos tábornak” (Camp du Drap d’Or) nevezték. A tárgyalások kudarca után La Palice visszatért Itáliába. 1522. április 27-én, a bicoccai csatában Lautrec marsall parancsnoksága alatt a francia derékhadat vezette Prospero Colonna spanyol–pápai–svájci csapatai ellen. A csata súlyos vereséggel zárult, a franciák egész Lombardiát elvesztették, a Milánói Hercegség császári kézre jutott. Ezután La Palice-t ismét a Pireneusokba küldték, a spanyoloktól ostromlott Fuenterrabía város felmentésére.
1524 nyarán Fernando Francisco de Ávalos spanyol tábornok és III. Bourbon Károly (Charles de Bourbon) herceg, volt connétable, aki a francia király szolgálatából átállt V. Károly oldalára, Marseille ostromába fogott. La Palice Marseille felmentésére indult, Ávalost és Bourbon Károlyt az ostrom feladására kényszerítette, majd visszafoglalta Avignont. La Palice sikerei miatt a császárnak fel kellett adnia a provence-i offenzívát.

### Utolsó hadjárata
1524 őszén La Palice I. Ferenc hadseregével Nizzán át betört Lombardiába, októberben elfoglalta Milánót, Francesco Sforza hercegnek menekülnie kellett. 1524. október 26-án a francia hadak ostrom alá vették Pavia városát, amelyet Antonio de Leyva spanyol tábornok védelmezett. Az ostrom elhúzódott, februárban megérkezett a császári felmentő sereg, Fernando de Ávalos, Charles de Lannoy és az áruló Charles de Bourbon herceg vezetésével.
1525. február 24-én a város falai előtt került sor a páviai csatára. La Palice marsall, a veterán seregparancsnok a király törzsének tagjaként ként vett részt az ütközetben. Galiot de Genouillac francia tüzérsége eredményesen pusztította az ellenséges gyalogságot, a király azonban – La Palice tanácsa ellenére – túl korán indult rohamra a francia nehézlovassággal. A spanyol arkebúz-lövészek sorai még nem törtek meg, tüzük megtizedelte a lovasokat. A nehéz fegyverzetben földre kényszerített páncélos lovagok gyalogos harcra kényszerültek a német landsknechtekkel. A lovagok nagy részét foglyul ejtették vagy megölték. Maga I. Ferenc király is fogságba esett sok más főúrhoz hasonlóan. A keményen verekedő La Palice marsallt egy arkebúz halálos lövése ölte meg. A haláláról keringő legenda szerint megadta magát egy Castaldi nevű olasz kapitánynak, de egy Buzarto nevű spanyol tiszt magának követelte a foglyot, a váltságdíj reményében. Az olaszok nem akartak részt adni a zsákmányból, a dühöngő spanyol erre arkebúzával közvetlen közelről fejbe lőtte a foglyot.

### Sírhelye
Özvegye, Marie de Melun, 1530-ban a La Palice-kastély kápolnájában díszes alabástrom síremléket készíttetett. A szobrászok valószínűleg a firenzei Giusti-műhelyből jöttek, ez a műhely faragta XII. Lajos francia király síremlékét is, amely a Saint-Denis-székesegyházban állt. A marsall sírját a francia forradalom alatt feldúlták, az emlékmű legnagyobb része elveszett. Néhány darabját 1830-ban egy fogadó udvarán megtalálták, ezek a domborművek avignoni Musée Calvet-ben láthatók.

## Érdekességek
- La Palice (másképp La Palisse) marsall sírfeliratának egyik sora (francia nyelven) így hangzik: „Hélas s’il n’était pas mort – Il ferait encore envie”, azaz „Ha nem lenne halott, bizony örömünkre lenne.” Véletlen tévedés vagy tudatos szójáték folytán valaki az „envie” szót két külön szóként olvasta ki: „(…) – Il ferait encore en vie” azaz „Ha nem lenne halott, ma is életben lenne.” A szójáték elterjedt, később számos változata keletkezett, más írók, művészek is írtak, mondtak ilyen önmagukat magyarázó, teljesen evidens közhelyeket, lapos igazságokat, szójátékokat (tautológiákat). Ezt a műfajt (stílusjegyet) a francia nyelvben La Palisse marsall nevéről „lapalissade”-nak nevezik.[4]
- Lapalisse város jelenlegi (2015) polgármestere, Jacques de Chabannes, a marsall egyenes ági leszármazottja. 2008-ban a PRG (Radikális Baloldal Pártja) jelöltjeként választották meg, 2014-ben újraválasztották, mandátuma 2020-ig tart.[5] Jacques de Chabannes polgármester egyben Allier megye közgyűlésének alelnöke, aki a kultúrát, a nemzeti örökséget és emlékezetet gondozó reszort felelőse.